# Молодой Годар
«Молодой Годар» (фр. Le redoutable, букв. «Грозный») — французский драматический фильм режиссёра Мишеля Хазанавичуса, рассказывающий об отношениях знаменитого кинорежиссёра Жан-Люка Годара и актрисы Анны Вяземски. Сценарий основан на книге Вяземски «Год спустя» (фр. Un an après). В главных ролях Луи Гаррель, Стэйси Мартин и Беренис Бежо. Выход в широкий прокат в России состоялся 16 ноября 2017 года.

## Сюжет
Отношения Годара с 19-летней актрисой Анной Вяземски начались во время съёмок революционного фильма «Китаянка». Вскоре они поженились, но период беззаботного счастья не продлился долго. Картина не была понята зрителями и была отвергнута китайскими товарищами, что заставило Годара сомневаться в себе. Когда наступил «красный май», он с головой окунулся в политические события и протестную активность. Анна старалась всюду сопровождать мужа, однако поведение того с каждым днём становилось всё более невыносимым.

## В ролях
- Луи Гаррель — Жан-Люк Годар
- Стэйси Мартин — Анна Вяземски
- Беренис Бежо — Мишель Розье
- Миша Леско — Жан-Пьер Бамбан
- Грегори Гадебуа — Мишель Курно
- Феликс Кисил — Жан-Пьер Горен
- Артур Орсье — Жан-Жок
- Гвидо Каприно — Бернардо Бертолуччи
- Эммануэле Айта — Марко Феррери
- Маттео Мартари — Марко Марджине
- Кантен Дольмер — Поль

## Критика
Фильм получил смешанные отзывы кинокритиков. На сайте Rotten Tomatoes фильм имеет рейтинг 54 % на основе 83 рецензий со средним баллом 5,76 из 10. На сайте Metacritic фильм имеет оценку 55 из 100 на основе 24 рецензий критиков, что соответствует статусу «смешанные или средние отзывы».

## Награды и номинации
- 2017 — участие в конкурсной программе Каннского и Мюнхенского кинофестивалей.
- 2018 — 5 номинаций на премию «Сезар»: лучший режиссёр (Мишель Хазанавичус), лучший адаптированный сценарий (Мишель Хазанавичус), лучший актёр (Луи Гаррель), лучшая операторская работа (Гийом Шиффман), лучшая работа художника-постановщика (Кристиан Марти).
- 2018 — две номинации на премию «Люмьер» за лучшую режиссуру (Мишель Хазанавичус) и лучшую мужскую роль (Луи Гаррель).